# Lista de singles número um na Billboard Hot 100 em 1991
Essa é a lista dos singles número um na Billboard Hot 100 em 1991. A canção que permaneceu o maior número de semanas na posição de número um neste ano foi "(Everything I Do) I Do It for You" de Bryan Adams, ocupando a posição por sete semanas consecutivas. A música "Black or White" de Michael Jackson, também totalizou sete semanas consecutivas no ranking, todavia, foram as 4 últimas semanas de 1991 e as 3 primeiras do ano seguinte.

## Histórico
| Data            | Canção                                       | Artista(s)                                           | Referência(s)     |
| --------------- | -------------------------------------------- | ---------------------------------------------------- | ----------------- |
| 5 de janeiro    | "Justify My Love"                            | Madonna                                              | [ 2 ] [ 3 ]       |
| 11 de janeiro   | "Justify My Love"                            | Madonna                                              | [ 4 ] [ 5 ] [ 6 ] |
| 19 de janeiro   | "Love Will Never Do (Without You)"           | Janet Jackson                                        | [ 7 ] [ 8 ]       |
| 26 de janeiro   | "The First Time"                             | Surface (banda)                                      | [ 9 ] [ 10 ]      |
| 2 de fevereiro  | "The First Time"                             | Surface (banda)                                      | [ 11 ] [ 12 ]     |
| 9 de fevereiro  | "Gonna Make You Sweat (Everybody Dance Now)" | C+C Music Factory com Freedom Williams               | [ 13 ] [ 14 ]     |
| 16 de fevereiro | "Gonna Make You Sweat (Everybody Dance Now)" | C+C Music Factory com Freedom Williams               | [ 15 ] [ 16 ]     |
| 23 de fevereiro | "All the Man That I Need"                    | Whitney Houston                                      | [ 17 ] [ 18 ]     |
| 2 de março      | "All the Man That I Need"                    | Whitney Houston                                      | [ 19 ] [ 20 ]     |
| 9 de março      | "Someday"                                    | Mariah Carey                                         | [ 21 ] [ 22 ]     |
| 16 de março     | "Someday"                                    | Mariah Carey                                         | [ 23 ] [ 24 ]     |
| 23 de março     | "One More Try"                               | Timmy T                                              | [ 25 ] [ 26 ]     |
| 30 de março     | "Coming Out of the Dark"                     | Gloria Estefan                                       | [ 27 ] [ 28 ]     |
| 6 de abril      | "Coming Out of the Dark"                     | Gloria Estefan                                       | [ 29 ] [ 30 ]     |
| 13 de abril     | "I've Been Thinking About You"               | Londonbeat                                           | [ 31 ] [ 32 ]     |
| 20 de abril     | "You´re in Love"                             | Wilson Phillips                                      | [ 33 ]            |
| 27 de abril     | "Baby Baby"                                  | Amy Grant                                            | [ 34 ]            |
| 4 de maio       | "Baby Baby"                                  | Amy Grant                                            | [ 35 ]            |
| 11 de maio      | "Joyride"                                    | Roxette                                              | [ 36 ]            |
| 18 de maio      | "I Like the Way (The Kissing Game)"          | Hi-Five                                              | [ 37 ]            |
| 25 de maio      | "I Don't Wanna Cry"                          | Mariah Carey                                         | [ 38 ]            |
| 1 de junho      | "I Don't Wanna Cry"                          | Mariah Carey                                         | [ 39 ]            |
| 8 de junho      | "More Than Words"                            | Extreme                                              | [ 40 ]            |
| 15 de junho     | "Rush Rush"                                  | Paula Abdul                                          | [ 41 ]            |
| 22 de junho     | "Rush Rush"                                  | Paula Abdul                                          | [ 42 ]            |
| 29 de junho     | "Rush Rush"                                  | Paula Abdul                                          | [ 43 ]            |
| 6 de julho      | "Rush Rush"                                  | Paula Abdul                                          | [ 44 ]            |
| 13 de julho     | "Rush Rush"                                  | Paula Abdul                                          | [ 45 ]            |
| 20 de julho     | "Unbelievable"                               | EMF                                                  | [ 46 ]            |
| 27 de julho     | "(Everything I Do) I Do It for You"          | Bryan Adams                                          | [ 47 ]            |
| 3 de agosto     | "(Everything I Do) I Do It for You"          | Bryan Adams                                          | [ 48 ]            |
| 10 de agosto    | "(Everything I Do) I Do It for You"          | Bryan Adams                                          | [ 49 ]            |
| 17 de agosto    | "(Everything I Do) I Do It for You"          | Bryan Adams                                          | [ 50 ]            |
| 24 de agosto    | "(Everything I Do) I Do It for You"          | Bryan Adams                                          | [ 51 ]            |
| 31 de agosto    | "(Everything I Do) I Do It for You"          | Bryan Adams                                          | [ 52 ]            |
| 7 de setembro   | "(Everything I Do) I Do It for You"          | Bryan Adams                                          | [ 53 ]            |
| 14 de setembro  | "The Promise of a New Day"                   | Paula Abdul                                          | [ 54 ]            |
| 21 de setembro  | "I Adore Mi Amor"                            | Color Me Badd                                        | [ 55 ]            |
| 28 de setembro  | "I Adore Mi Amor"                            | Color Me Badd                                        | [ 56 ]            |
| 5 de outubro    | "Good Vibrations"                            | Marky Mark and the Funky Bunch com Loleatta Holloway | [ 57 ]            |
| 12 de outubro   | "Emotions"                                   | Mariah Carey                                         | [ 58 ]            |
| 19 de outubro   | "Emotions"                                   | Mariah Carey                                         | [ 59 ]            |
| 26 de outubro   | "Emotions"                                   | Mariah Carey                                         | [ 60 ]            |
| 2 de novembro   | "Romantic"                                   | Karyn White                                          | [ 61 ]            |
| 9 de novembro   | "Cream"                                      | Prince e The New Power Generation                    | [ 62 ]            |
| 16 de novembro  | "Cream"                                      | Prince e The New Power Generation                    | [ 63 ]            |
| 23 de novembro  | "When a Man Loves a Woman"                   | Michael Bolton                                       | [ 64 ]            |
| 30 de novembro  | "Set Adrift on Memory Bliss"                 | P.M. Dawn                                            | [ 65 ]            |
| 7 de dezembro   | "Black or White"                             | Michael Jackson                                      | [ 66 ]            |
| 14 de dezembro  | "Black or White"                             | Michael Jackson                                      | [ 67 ]            |
| 21 de dezembro  | "Black or White"                             | Michael Jackson                                      | [ 68 ]            |
| 28 de dezembro  | "Black or White"                             | Michael Jackson                                      | [ 69 ]            |